# Tátrai juhászkutya
A tátrai juhászkutya vagy Lengyel hegyi juhászkutya egy lengyel őrző- és terelőkutya.

## Testfelépítése
A tátrai juhászkutya erős, masszív állat, széles, egyenes háttal, széles kemény lágyékkal és enyhén csapott farral. A marja jól kirajzolódó, széles. Farka a csánkjáig ér, a vége enyhén görbült lehet. Mellkasa mély, ferdén álló bordái kissé laposak. Hasa enyhén felhúzott, csapott vállai a testéhez simulók. Lábai erősek, de nem vastag csontúak. Hátsó lábai mérsékelten szögelltek. Mancsai ovális alakúak, a lábujjak egymáshoz közel állók. A tátrai juhászkutya nyaka mérsékelten hosszú, lebernyeg nincs rajta. Fejét kissé magasan tartja. Az arcorri rész ugyanolyan hosszú, mint a koponya, vagy valamivel hosszabb annál. A stop jól látható, de nem túl erős. Az orrnyereg széles, az ajkak feszesek. A vastag, háromszögletű fülek a külső szemzuggal egy magasságban vagy valamivel fölötte tűzöttek, s lelógóak. A szemek közepes nagyságúak, kissé ferde vágásúak. Az ollószerű harapása preferált. A fedőszőrzet vastag és hosszú, merev tapintású, sima vagy hullámos szőrszálakból áll. Az aljszőrzet szintén igen dús. A szőrszálak a lábakon, a nyakon és a farkon hosszabbra, a fejen és a lábak elején rövidebbre nőnek. A tátrai juhászkutya bundája mindig fehér, az orra fekete, szemei pereme és az ajkak pedig sötéten pigmentáltak. A szemek sötétbarnák.

## Vérmérséklete
A tátrai juhászkutya általában nyugodt, józan, kiegyensúlyozott természetű. Intelligens, viszonylag engedelmes, szívesen tanuló fajta. Nagyon hűséges a családjához, elszántan védelmezi annak tagjait, otthonát és tulajdonát a rossz szándékú emberektől. A szabadban szeret tartózkodni, lakásban nem érzi jól magát. Barátságos természetű állat, jól kijön más kutyákkal és az egyéb háziállatokkal is. Ugyanez érvényes a gyerekekre, viszont tudni kell, hogy nem fog a családhoz tartozó gyerek mellé állni, ha az durván bánik más gyerekekkel. Ha idegennel találkozik, hátrahúzódik, és vár, amíg gazdája azt nem érezteti vele, hogy megbízható az illető. A tátrai juhászkutya nem óvakodik különösebben az idegenektől, de egyértelműen jelzi, hogy a család az első.

## Méretei
- Marmagasság: kan: 65–70 cm, szuka: 60–65 cm (2–3 cm-es eltérés még megengedett)
- Testtömeg: 30–35 kg

## Megjegyzés
A tátrai juhászkutya igen értelmes és szívesen tanul. Ha nyugodt és következetes módon tanítják, nem lehet vele gond. A durva módszerek viszont a kívánttal ellentétes eredményre vezetnek. Hazájában többféle célra is felhasználják; másutt megbízható családi kutyaként tartják.